# Професионална гимназия по ядрена енергетика „Игор Курчатов“
Професионална гимназия по ядрена енергетика „Игор Курчатов“ е държавно средно училище в град Козлодуй, България.
То е единствено по рода си в страната до създаването на ПГЯЕ „Мария Складовска Кюри“ в град Белене.

## История
Училището е открито със Заповед №1 – 601/29.07.1974 г. на Министерството на народната просвета и Министерството на енергетиката със задача подготовката на средни технически кадри за атомната енергетика и базово предприятие „АЕЦ – Козлодуй“.
Пръв директор на Техникумът по ядрена енергетика „Игор Курчатов“ е Константин Петров. Първите преподаватели и инженери-лектори са А. Джурков, Г. Дачев, Н. Бурчина, ктн Ц. Пенчев, А. Радулов, М. Папазян и други. Броят на редовните ученици през учебната 1990/91 г. е 544/84 девойки/.

## Специалност
- Компютърна Техника и Технологии
- Електроенергетика
- Ядрена енергетика
- Топлотехника – топлинна, климатична, вентилационна и хладилна
- Управление на радиоактивни отпадъци

## Директори
- 07.1974 г. – 11.1986 г. – Константин Петров
- 12.1986 г. – 08.1988 г. – Йордан Добрев
- 09.1988 г. – 10.1990 г. – Константин Петров
- 11.1990 г. – 08.1991 г. – Николай Пачев
- 09.1991 г. – 05.1992 г. – Венета Нинова
- 06.1992 г. – 09.1992 г. – Манол Христов
- 11.1992 г. – 01.1997 г.-Динка Коларова.
- до м.09.2004 г. – Соня Илчева
- 09.2004 г. – 03.2005 г. – инж. Галя Василева
- 03.2005 г. – 02.2014 г. – инж. Светла Мондашка
- 02.2014 г. – 01.2015 г. – инж. Надя Пагелска
- 2015 – инж. Снежина Цветанова[1]